# Daknam
Daknam és un antic municipi de Bèlgica. El 1977 va fusionar amb la ciutat de Lokeren. El riu Durme hi neix a la confluència del Moervaart amb el Zuidlede.
Al marge del Durme, aleshores una via de comunicació important, ja hi ha traces d'un assentament gal·loromà. A l'edat mitjana va ser elevat a parròquia, probablement per influència dels comtes de Flandes que hi tenien una caça i un castell, avui desaparegut. El ferrocarril Lokeren-Zelzate, estrenat el 1866 i avui fora ús, va contribuir a l'expansió del municipi.
El primer esment escrit data del 1199.